# Spaelotis rufa
Spaelotis rufa là một loài bướm đêm trong họ Noctuidae.